# Feyenoord
Feyenoord Rotterdam, thường được gọi là Feyenoord (phát âm tiếng Hà Lan: [ˈfɛiəˌnoːrt]), là một câu lạc bộ bóng đá chuyên nghiệp có trụ sở tại Rotterdam, Hà Lan. Câu lạc bộ có tên ban đầu là Feijenoord (theo tên Quận Feijenoord ở Rotterdam) cho đến năm 1973 đổi thành Feyenoord. Đây là một trong ba câu lạc bộ bóng đá hùng mạnh và giàu thành tích nhất của bóng đá Hà Lan (cùng với Ajax và PSV Eindhoven).

## Thành tích
- Vô địch Hà Lan: 16
  - 1924, 1928, 1936, 1938, 1940, 1961, 1962, 1965, 1969, 1971, 1974, 1984, 1993, 1999, 2017, 2023
- Cúp Quốc gia Hà Lan: 14
  - 1930, 1935, 1965, 1969, 1980, 1984, 1991, 1992, 1994, 1995, 2008, 2016, 2018, 2024
- Siêu cúp Hà Lan: 5
  - 1991, 1999, 2017, 2018, 2024
- Intercontinental Cup: 1
  - 1970
- UEFA Champions League/Cúp C1: 1
  - 1970
- Tập tin:UEFA Cup (adjusted).png UEFA Cup/Cúp C2: 2
  - 1974, 2002

## Cầu thủ

### Đội hình hiện tại
Tính đến ngày 2/9/2024.
Ghi chú: Quốc kỳ chỉ đội tuyển quốc gia được xác định rõ trong điều lệ tư cách FIFA. Các cầu thủ có thể giữ hơn một quốc tịch ngoài FIFA.
| Số | VT | Quốc gia    | Cầu thủ                                      |
| -- | -- | ----------- | -------------------------------------------- |
| 1  | TM | Hà Lan      | Justin Bijlow                                |
| 2  | HV | Hà Lan      | Bart Nieuwkoop                               |
| 3  | HV | Hà Lan      | Thomas Beelen                                |
| 4  | TV | Hàn Quốc    | Hwang In-beom                                |
| 5  | HV | Hà Lan      | Gijs Smal                                    |
| 6  | TV | Algérie     | Ramiz Zerrouki                               |
| 8  | TV | Hà Lan      | Quinten Timber                               |
| 9  | TĐ | Nhật Bản    | Ayase Ueda                                   |
| 10 | TĐ | Hà Lan      | Calvin Stengs                                |
| 11 | HV | Hà Lan      | Quilindschy Hartman                          |
| 14 | TĐ | Brasil      | Igor Paixão                                  |
| 15 | TV | Uruguay     | Facundo González (mượn từ Juventus)          |
| 16 | HV | Tây Ban Nha | Hugo Bueno (mượn từ Wolverhampton Wanderers) |
| 17 | TV | Croatia     | Luka Ivanušec                                |

| Số | VT | Quốc gia    | Cầu thủ                                        |
| -- | -- | ----------- | ---------------------------------------------- |
| 18 | HV | Áo          | Gernot Trauner (đội trưởng)                    |
| 19 | TĐ | Argentina   | Julián Carranza                                |
| 20 | HV | Costa Rica  | Jeyland Mitchell                               |
| 21 | TM | Bulgaria    | Plamen Andreev                                 |
| 22 | TM | Đức         | Timon Wellenreuther                            |
| 23 | TĐ | Algérie     | Anis Hadj Moussa                               |
| 24 | TV | Hà Lan      | Gjivai Zechiël                                 |
| 26 | HV | Hà Lan      | Givairo Read                                   |
| 27 | TV | Hà Lan      | Antoni Milambo                                 |
| 29 | TĐ | México      | Santiago Giménez                               |
| 30 | HV | Thụy Sĩ     | Jordan Lotomba                                 |
| 33 | HV | Slovakia    | Dávid Hancko                                   |
| 34 | TV | Bờ Biển Ngà | Chris-Kévin Nadje                              |
| 38 | TĐ | Ghana       | Ibrahim Osman (mượn từ Brighton & Hove Albion) |

### Cho mượn
Ghi chú: Quốc kỳ chỉ đội tuyển quốc gia được xác định rõ trong điều lệ tư cách FIFA. Các cầu thủ có thể giữ hơn một quốc tịch ngoài FIFA.
| Số | VT | Quốc gia  | Cầu thủ                                               |
| -- | -- | --------- | ----------------------------------------------------- |
| —  | TM | Hà Lan    | Mikki van Sas (tại Vitesse đến 30/6/2025)             |
| —  | HV | Hà Lan    | Mimeirhel Benita (tại Heracles Almelo đến 30/6/2025)  |
| —  | HV | Hà Lan    | Milan Hokke (tại ADO Den Haag đến 30/6/2025)          |
| —  | HV | Na Uy     | Marcus Holmgren Pedersen (tại Torino đến 30/6/2025)   |
| —  | HV | Hà Lan    | Neraysho Kasanwirjo (tại Rangers đến 30/6/2025)       |
| —  | HV | Perú      | Marcos López (tại Copenhagen đến 30/6/2025)           |
| —  | HV | Bỉ        | Antef Tsoungui (tại OH Leuven đến 30/6/2025)          |
| —  | TV | Argentina | Ezequiel Bullaude (tại Fortuna Sittard đến 30/6/2025) |
| —  | TV | Ý         | Gabriele Parlanti (tại Dordrecht đến 30/6/2025)       |

| Số | VT | Quốc gia  | Cầu thủ                                            |
| -- | -- | --------- | -------------------------------------------------- |
| —  | TV | Maroc     | Ilias Sebaoui (tại Heerenveen đến 30/6/2025)       |
| —  | TV | Hà Lan    | Thomas van den Belt (tại Castellón đến 30/6/2025)  |
| —  | TĐ | Hà Lan    | Devin Haen (tại Dordrecht đến 30/6/2025)           |
| —  | TĐ | Hoa Kỳ    | Korede Osundina (tại Dordrecht đến 30/6/2025)      |
| —  | TĐ | Slovakia  | Leo Sauer (tại NAC Breda đến 30/6/2025)            |
| —  | TĐ | Hà Lan    | Jaden Slory (tại Dordrecht đến 30/6/2025)          |
| —  | TĐ | Suriname  | Shiloh 't Zand (tại Heracles Almelo đến 30/6/2025) |
| —  | TĐ | Thụy Điển | Patrik Wålemark (tại Lech Poznań đến 30/6/2025)    |

### Đội hình dự bị
Tính đến ngày 2/2/2024
Ghi chú: Quốc kỳ chỉ đội tuyển quốc gia được xác định rõ trong điều lệ tư cách FIFA. Các cầu thủ có thể giữ hơn một quốc tịch ngoài FIFA.
| Số | VT | Quốc gia  | Cầu thủ                |
| -- | -- | --------- | ---------------------- |
| 40 | HV | Hà Lan    | Lugene Arnaud          |
| 41 | TM | Hà Lan    | Mannou Berger          |
| 42 | HV | Hà Lan    | Jayden Candelaria      |
| 43 | TĐ | Thụy Điển | Amadou-David Sanyang   |
| 44 | TĐ | Hà Lan    | Nesto Groen            |
| 45 | HV | Hà Lan    | Lars de Blok           |
| 47 | HV | Hà Lan    | Paris Elmensdorp       |
| 48 | HV | Hà Lan    | Joep van der Sluijs    |
| 49 | TM | Hà Lan    | Matéo Husselin         |
| 50 | TV | Hà Lan    | Délano van der Heijden |
| 51 | TV | Hà Lan    | Noah Pušić             |
| 52 | HV | Hà Lan    | Milan Hokke            |

| Số | VT | Quốc gia | Cầu thủ           |
| -- | -- | -------- | ----------------- |
| 53 | TV | Hà Lan   | Amir Rais         |
| 54 | TV | Hà Lan   | Mike Kleijn       |
| 56 | TĐ | Hà Lan   | Fabiano Rust      |
| 57 | HV | Hà Lan   | Sem Valk          |
| 58 | HV | Hà Lan   | Timo Zaal         |
| 59 | TM | Hà Lan   | Jaimy Kroesen     |
| 63 | TĐ | Hà Lan   | Jaden Slory       |
| —  | HV | Hà Lan   | Rainey Breinburg  |
| —  | TV | Hà Lan   | Wassim Essanoussi |
| —  | HV | Hà Lan   | Lugene Arnaud     |
| —  | HV | Hà Lan   | Luc Netten        |

### Số áo đã giải nghệ
- 12  Het Legioen (để dành)

## Cầu thủ nổi tiếng
| - Giovanni van Bronckhorst - Johan Cruijff - Julio Cruz - Jerzy Dudek - Ruud Gullit - Christian Gyan - Willem van Hanegem - Pierre van Hooijdonk - Salomon Kalou - József Kiprich - Ronald Koeman |  | - Dirk Kuyt - Henrik Larsson - Lee Chun-Soo - Leonardo - Roy Makaay - Shinji Ono - Robin van Persie - Johnny Rep - Euzebiusz Smolarek - Jon Dahl Tomasson |